# 행복의 추구
행복의 추구(The Pursuit Of Happiness)는 미국에서 제작된 알렉산더 홀 감독의 1934년 코미디, 멜로/로맨스 영화이다. 프란시스 레더러 등이 주연으로 출연하였고 아서 혼블로우 주니어 등이 제작에 참여하였다.

## 출연

### 주연
- 프란시스 레더러
- 조안 베넷

### 조연
- 찰스 러글스
- 메리 볼랜드
- 월터 킹스포드
- 마이너 왓슨
- 애드리언 모리스
- 듀크 요크
- 버 카루스
- 줄스 코리스
- 얼빙 베이콘
- 스펜서 차터스
- 홈즈 허버트